# Politeama Duca di Genova
L'ottocentesco teatro lirico Politeama Duca di Genova della Spezia sorgeva all'estremità di via Chiodo, all'interno dell'attuale piazza Verdi.
La costruzione del teatro, progettato da Erminio Pontremoli, ebbe inizio nel 1877 e si concluse nel 1880. 
La facciata era a bugnato al piano terreno, mentre ai due piani superiori era scandita da paraste che intervallavano finestre a timpano; oltre alla platea, l'interno era dotato di tre ordini di palchi e di due gallerie per una capienza di duemila posti complessivi.
Inaugurato nel 1880 con la rappresentazione dell'Aida, il teatro fu sede delle stagioni liriche cittadine per i cinquanta anni in cui fu in attività.

 
Tra i direttori d'orchestra più celebri dell'800 si annovera Antonino Palminteri, che portò in scena le Opere: Manon Lescaut e La bohème di Giacomo Puccini. Gli esiti delle rappresentazioni furono eccellenti e apprezzatissimi, in particolare la stampa così si espresse in occasione della rappresentazione della Bohème: 
Palminteri, tornò al "Duca di Genova" per dirigere La Gioconda di Amilcare Ponchielli e Lohengrin di Richard Wagner.
Il teatro fu demolito nel 1933, in conformità al nuovo Piano regolatore cittadino che prevedeva l'espansione cittadina verso est.